# Stazione di Ochiai-Minami-Nagasaki
La Stazione di Ochiai-Minami-Nagasaki (落合南長崎駅?, Ochiai-Minami-Nagasaki-eki) è una stazione della metropolitana di Tokyo, si trova nel quartiere di Shinjuku in un'area prevalentemente residenziale.

## Stazioni adiacenti
| «          | Servizio   | »          |
| Linea Ōedo | Linea Ōedo | Linea Ōedo |
| ---------- | ---------- | ---------- |
| Nakai      | -          | Shin-Egota |